# Ma’ale Cewijja
Ma’ale Cewijja (hebr. מעלה צביה; ang. Ma'ale Tzviya, lub w skrócie Tzviya; pol. Wzgórze Cywi) – wieś komunalna położona w Samorządzie Regionu Misgaw, w Dystrykcie Północnym, w Izraelu.

## Położenie
Wieś jest położona na wysokości 257 metrów n.p.m. w północnej części Dolnej Galilei. Leży na wzgórzu w północno-wschodniej części Doliny Sachnin. Na północy wznosi się masyw góry Kamon (598 m n.p.m.), za którą jest Dolina Bet ha-Kerem. Z góry Kamon spływają strumienie - na zachód od wsi strumień Hilazon, a na wschodzie strumień Kecach. Łączą się one ze sobą po stronie południowej wioski. Okoliczne wzgórza są zalesione. W otoczeniu wsi Ma’ale Cewijja znajdują się miasta Karmiel i Sachnin, miejscowości Dejr Channa i Arraba, kibuce Lotem i Eszbal, wioski komunalna Michmanim, Kamon i Eszchar, oraz wsie arabskie Chusnija, Kamane, Sallama i Hamdon.

### Podział administracyjny
Ma’ale Cewijja jest położona w Samorządzie Regionu Misgaw, w Poddystrykcie Akka, w Dystrykcie Północnym Izraela.

## Demografia
Stałymi mieszkańcami wsi są wyłącznie Żydzi. Tutejsza populacja jest świecka:

Źródło danych: Central Bureau of Statistics.

## Historia
Osada została założona w 1979 roku w ramach rządowego projektu Perspektywy Galilei, którego celem było wzmocnienie pozycji demograficznej społeczności żydowskiej na północy kraju. Nazwaną ją na cześć Cywi Lubetkin, działaczki podziemia w getcie warszawskim, członkini dowództwa Żydowskiej Organizacji Bojowej, uczestniczki powstania w getcie warszawskim. Założycielami była grupa młodzieży związana z Ruchem Kibucowym i osada pierwotnie była normalnym kibucem. Ze względu jednak na niską populację i trudności ekonomiczne, w 1986 roku nastąpiła prywatyzacja kibucu i przekształcenie w wieś komunalną. Pomocy prawie wyludnionej wiosce udzieliła Agencja Żydowska, która zorganizowała nową grupę osadników. Istnieją plany dalszej rozbudowy wsi.

## Edukacja
Wieś utrzymuje przedszkole. Starsze dzieci są dowożone do szkoły podstawowej we wsi Gilon.

## Kultura i sport
We wsi jest ośrodek kultury z biblioteką. Z obiektów sportowych jest basen pływacki, boisko do koszykówki oraz siłownia. Ciekawym miejscem jest tutejszy ogród z niewielkim jeziorkiem.

## Infrastruktura
We wsi jest przychodnia zdrowia, sklep wielobranżowy oraz warsztat mechaniczny.

## Gospodarka
Większość mieszkańców dojeżdża do pracy poza wsią.

## Transport
Ze wsi wyjeżdża się na południe na drogę nr 804, którą jadąc na północny wschód dojeżdża się do arabskich wiosek Sallama i Hamdon, lub jadąc na południe dojeżdża się do miejscowości Arraba i skrzyżowania z drogą nr 805. Lokalna droga prowadzi na wschód do kibucu Lotem.